# Orlová (nádraží)
Orlová (dříve též německy Orlau) je železniční stanice v centrální části města Orlová v okrese Karviná v Moravskoslezském kraji nedaleko Vrbické Stružky. Nachází se na neelektrizované, k pravidelné osobní dopravě již nevyužívané, původní trase trati Bohumín - Košice, která byla roku 1963 přeložena mimo Orlovou. Orlová je tak dlouhodobě největším městem v České republice bez obsluhy vlakovou osobní dopravou. Od roku 1997 je součástí stanice rovněž obvod Poruba, což byla původně samostatná stanice na Báňské dráze.

## Historie
První návrhy na vybudování trati, která by spojovala oblasti v Rakouském Slezsku s východními oblastmi monarchie, přišly koncem 50. let 19. století od Ludwiga Hoheneggera, ředitele Těšínské komory. Těšínská komora totiž vlastnila hutě jak v Třinci, tak v Liptově a Spiši, a dráha by zjednodušila a zlevnila dopravu surového železa z těchto hutí do Třince a také dopravu železné rudy z těchto oblastí. Vyrobené produkty by byly více konkurenceschopné proti železu produkovanému v pruských železárnách.
Stanice byla vybudována jakožto součást projektu vzniklé společnosti Košicko-bohumínská dráha (KBD) spojující Bohumín a Košice, autorem podoby stanic pro celou dráhu byl architekt Anton Dachler. 1. prosince 1869 byl uveden do provozu úsek z Bohumína do Českého Těšína, pro nedostatek financí a pozastavení stavby byl pravidelný provoz na dokončené trati zahájen 8. ledna 1871.
Roku 1921 provoz od KBD převzaly Československé státní dráhy (ČSD), společnost včetně orlovské stanice však zůstala v soukromých rukou až do roku 1945.
Z důvodu intenzivní důlní činnosti v oblasti a narušení podloží trati byla dráha roku 1963 (zprovozněna 26. května) přeložena přes Dětmarovice a roku 1967 úplně zastavena osobní doprava ve stanici. Budova nádraží byla v pozdějších letech stržena.
Od 1. ledna 1988 přešla stanice do správy OKR-Dopravy, i poté provoz ještě krátce zajišťovaly ČSD. Nejpozději od roku 1992 již byla stanice obsazena pracovníky OKR-Dopravy.
29. listopadu 1996 bylo v Orlové zprovozněno elektronické stavědlo MODEST, které nahradilo původní elektromechanické zabezpečovací zařízení. 25. července 1997 bylo do tohoto stavědla zahrnuto i kolejiště původně samostatné stanice Poruba, která se tak stala součástí Orlové. To souviselo s vybudováním nového napojení Báňské dráhy do Košicko-bohumínské dráhy v obvodu stanice Orlová. 18. prosince 2001 byla v Orlové ukončena dopravní služba a bylo zavedeno dálkové ovládání ze sousední Doubravy. 1. prosince 2022 bylo v Orlové aktivováno nové elektronické stavědlo ProES, které je dálkově řízeno z Karviné-Dolů.
V dubnu 2021 bylo vlakové nádraží zařazeno do historické stezky Zapomenutá Orlová. Na místě se nachází také informační cedule.

## Popis
Do prosince 2022 se jednalo o stanici se dvěma dopravními kolejemi (č. 1 a 4), když dopravní kolej č. 2 byla už dříve odstraněna. Po aktivaci nového stavědla ProES, které je dálkově ovládáno z Karviné-Dolů, je ve stanici (pokud pomineme obvod Poruba) již jedna dopravní kolej a není již tedy možné křižování vlaků. V obvodu Poruba na Báňské dráze jsou dále dvě dopravní koleje.